# الآثار النفسية والاجتماعية لرحلات الفضاء

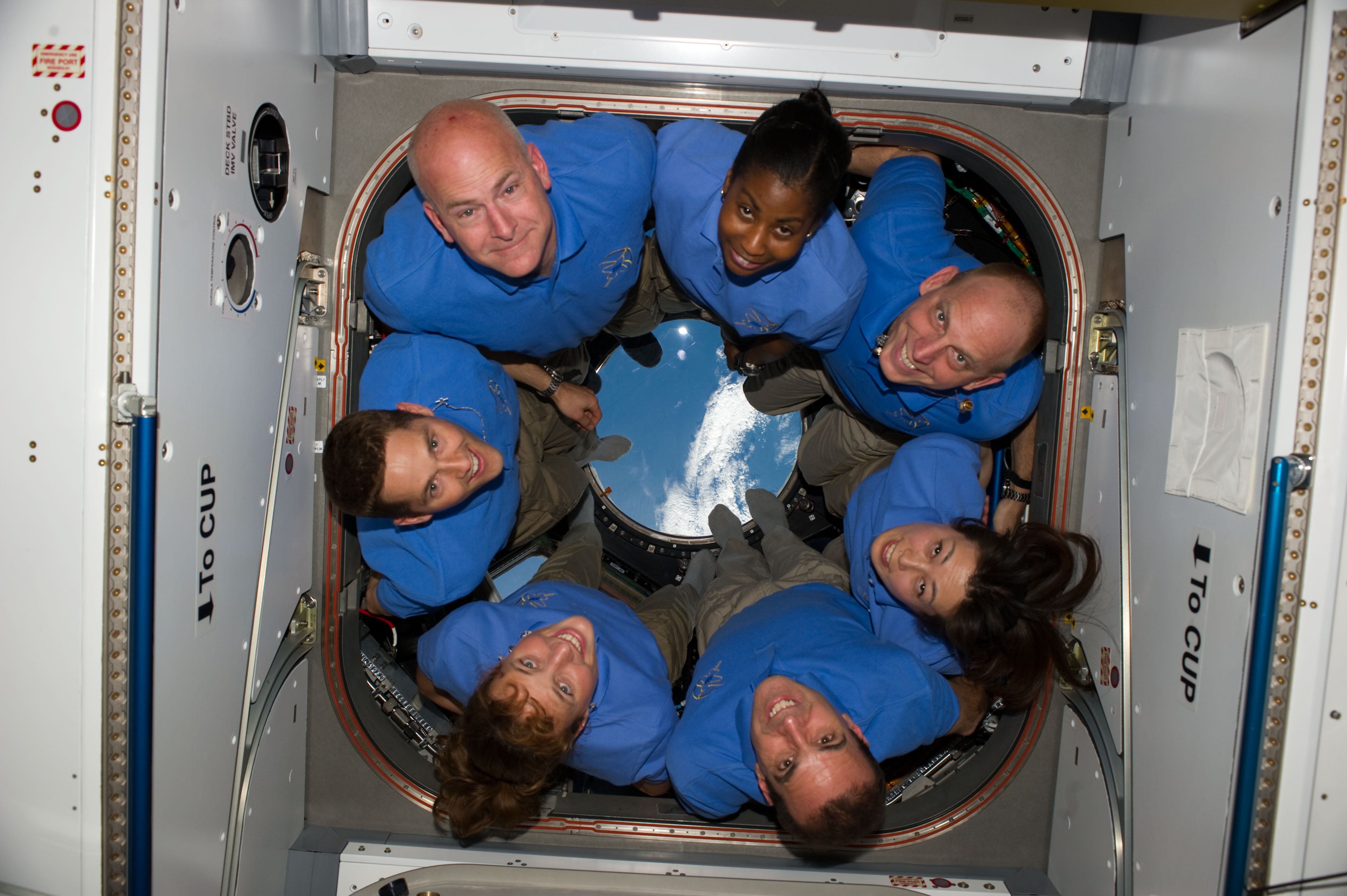

تعدّ الآثار النفسية والاجتماعية لرحلات الفضاء مهمةً لفهم كيفية تحقيق أهداف البعثات الاستكشافية الطويلة الأجل بنجاح. رغم هبوط مركبة فضائية آلية على المريخ، فقد تمت مناقشة خطط لرحلات بشرية، ربما في ثلاثينات القرن الواحد والعشرين، أو في وقت أبكر من عام 2024 لبعثة العودة.
قد تستغرق رحلة العودة من المريخ سنتين إلى ثلاث سنوات وقد تشمل طاقمًا من أربعة إلى سبعة أشخاص، رغم اقتراح بعثات تحليق أقصر مدتها عام ونصف تقريبًا مؤلفة شخصين فقط، بالإضافة إلى بعثات باتجاه واحد تشمل الهبوط على المريخ دون تخطيط لرحلة عودة. رغم وجود عدد من المشاكل التكنولوجية والفيزيولوجية المتعلقة ببعثات كهذه، والتي ما يزال يتعين حلها، هناك أيضًا عددًا من المشكلات السلوكية التي تؤثر على الطاقم والتي تُعالج قبل إطلاق مثل هذه البعثات. في أثناء التحضير لمثل هذه الرحلات، تدرس وكالات الفضاء الوطنية وغيرها المشاكل النفسية والشخصية والعقلية الهامة التي تحدث في بعثات رحلات الفضاء البشرية.
أصدر مكتب المفتش العام التابع لناسا في أكتوبر 2015، تقريرًا عن المخاطر الصحية المرتبطة برحلات الفضاء البشرية، بما فيها البعثات البشرية إلى المريخ.

## المشاكل النفسية الاجتماعية والنفسية في أثناء بعثة إلى المريخ
هناك عدد من المشاكل النفسية الاجتماعية والنفسية التي قد تؤثر على أفراد الطاقم في أثناء البعثة إلى المريخ. من ناحية الاختيار، ستكون مجموعة فرعية فقط من جميع مرشحين رواد الفضاء مستعدةً للابتعاد عن العائلة والأصدقاء لبعثة تستغرق عامين إلى ثلاث أعوام، لذا ستكون مجموعة أفراد الطاقم المحتملين محدودة، ويمكن أن يختلوا نفسيًا بطرق لا يمكن توقعها. لا يُعرف الكثير عن التأثير الجسدي والنفسي للجاذبية الصغرية الطويلة الأجل والإشعاع العالي الذي يحدث في الفضاء السحيق. بالإضافة إلى ذلك، سيخضع أفراد الطاقم على كوكب المريخ لمجال جاذبية لا يتجاوز 38 في المئة من جاذبية الأرض، وليس معروفًا بعد تأثير هذا الوضع على سلامتهم الجسدية والعاطفية. ونظرًا للمسافات الطويلة الموجودة، يجب على الطاقم العمل بشكل مستقل ووضع جداول أعمالهم الخاصة وحل حالات الطوارئ التشغيلية بأنفسهم. يجب أن يكونوا قادرين أيضًا على التعامل مع حالات الطوارئ الطبية والنفسية، مثل الصدمة الجسدية بسبب الحوادث وكذلك التفكير الانتحاري أو الذهاني بسبب الإجهاد والاكتئاب. يجب توفير الدعم الأساسي للحياة والمواد الأساسية مثل الماء والوقود من الموارد الموجودة على كوكب المريخ وجوه. سيكون هناك الكثير من وقت الفراغ (خاصةً في أثناء مرحلتي المغادرة والعودة للبعثة)، وقد يمثل شغلها بشكل هادف ومرن تحديًا.
علاوةً على ذلك، يشير كاناس إلى تنفيذ عدد من الإرشادات بنجاح لدعم الرفاهية النفسية لأفراد الطاقم في أثناء البعثات التي تدور في المدار أو البعثات القمرية. تضمنت هذه الإرشادات الاجتماعات العائلية في الوقت الحقيقي (أي بدون تأخير ملحوظ)، والاستشارات المتكررة مع مركز التحكم، وإرسال الهدايا والأطعمة المفضلة مع سفن إعادة الإمداد لتعزيز المعنويات. ساعدت مثل هذه الإجراءات على توفير التحفيز ومواجهة آثار العزلة، والوحدة، والوهن والاتصال الاجتماعي المحدود. ولكن مع التأخيرات في الاتصال مع الطاقم الأرضي وعدم القدرة على إرسال الإمدادات اللازمة في الوقت المناسب بسبب المسافات الشاسعة بين الموائل على كوكب المريخ والأرض، ستكون استراتيجيات الدعم الأرضية المستخدمة حاليًا محدودة بشدة، وسلتزم استراتيجيات الجديدة. وأخيرًا، نظرًا لتصنيف التحديق في جمال الأرض على أنه العامل الإيجابي الرئيسي للوجود في الفضاء، فإن تجربة رؤية الأرض كنقطة غير مهمة في السماء قد تعزز الإحساس بالعزلة وتنتج المزيد من مشاعر الحنين إلى الوطن والاكتئاب والانفعال. قد يُحسن ذلك من خلال وجود تلسكوب على متن الطائرة لمشاهدة الأرض، وبالتالي مساعدة الطاقم على الشعور بمزيد من التواصل مع الوطن.